# Joe Montemurro
Joseph Adrian Montemurro (Melbourne, 13 settembre 1969) è un allenatore di calcio ed ex calciatore australiano, di ruolo centrocampista, commissario tecnico della nazionale femminile di calcio dell'Australia.

## Biografia
È nato in Australia da genitori originari di Grumento Nova, nel Potentino, i quali avevano lasciato l'Italia all'indomani della seconda guerra mondiale.

## Caratteristiche tecniche

### Giocatore
Era un centrocampista con compiti di regia, deputato prettamente a impostare il gioco.

### Allenatore
Fautore di un gioco propositivo, debitore verso le idee di Johan Cruijff, Rinus Michels e Arrigo Sacchi, Montemurro predilige moduli come il 4-3-3 e il 4-2-3-1 in cui assumono particolare rilevanza le mezzali, chiamate a cercare frequentemente l'inserimento in area per battere a rete.

## Carriera

### Giocatore
Appassionatosi al gioco del calcio durante le settimane del campionato del mondo 1978, Montemurro inizia nella locale squadra del Brunswick Juventus con cui vince a livello giovanile la Victorian Premier League nelle edizioni 1986 e 1988, e con cui a 16 anni debutta da professionista nell'allora massimo campionato australiano, la National Soccer League.
A fine anni 80 arriva in Europa, militando inizialmente nelle giovanili del Neuchâtel Xamax, in Svizzera, e del Potenza, in Italia. Proprio nella terra d'origine dei suoi genitori, nella prima metà degli anni 90 spende il grosso della sua breve carriera da calciatore, giocando nelle serie minori del campionato italiano con la maglia della trevigiana Opitergina, senza riuscire a imporsi prima di tornare in patria e chiudere con l'agonismo all'età di 28 anni.

### Allenatore

#### Gli inizi
Inizia la carriera da allenatore con il calcio giovanile per vari club dello stato di Victoria, prima dei suoi primi ruoli da head coach dapprima con il Sunshine GC, dove subentra a stagione in corso e porta il club alla salvezza, e poi con il Coburg United. Il suo primo incarico all'estero si concretizza nel 2013, chiamato come primo allenatore della neofondata squadra papuana del Port Moresby e rimanendovi alla guida tecnica per quattro mesi.

#### Melbourne Victory, Melbourne City e Arsenal
Indirizzatosi da qui in avanti verso il calcio femminile, dal 2014 al 2017 allena in patria dapprima il Melbourne Victory e poi il Melbourne City. Nel novembre 2017 si trasferisce in Inghilterra per sostituire Pedro Martínez Losa sulla panchina dell'Arsenal, rimanendovi per il successivo quadriennio e vincendo la FA Women's League Cup 2017-2018 e la FA Women's Super League 2018-2019 nei suoi primi due anni alla guida del club londinese.

#### Juventus
Nell'estate 2021 torna in Italia a un quarto di secolo dai suoi trascorsi agonistici, chiamato ad allenare la Juventus. L'8 gennaio 2022 conquista il suo primo trofeo sulla panchina delle torinesi, vincendo la Supercoppa italiana 2021 grazie al successo per 2-1 nella finale contro il Milan; al termine della stagione 2021-2022 conquista anche Scudetto e Coppa Italia, conseguendo così il primo treble nazionale nella storia delle bianconere. Oltre a ciò, sotto la guida di Montemurro la squadra ottiene il migliore piazzamento europeo della sua storia col raggiungimento dei quarti di finale in UEFA Women's Champions League. Questi risultati gli valgono l'assegnazione della Panchina d'oro, facendone il primo tecnico straniero, nella storia del calcio femminile italiano, a ricevere il massimo riconoscimento del Settore Tecnico della FIGC.
Nell'annata seguente la Juventus non riesce a difendere lo Scudetto e, per la prima volta nella sua storia, deve abdicare in campo nazionale a favore della Roma; la squadra di Montemurro riesce comunque a far sua ancora la Coppa Italia, stavolta battendo le giallorosse in finale. È invece negativa la stagione 2023-2024, apertasi nel precampionato con il mancato accesso al tabellone principale della UEFA Women's Champions League. Nel prosieguo dell'annata, Montemurro riesce a vincere il suo quinto e ultimo trofeo con le bianconere, la Supercoppa italiana; tuttavia, in seguito al perdurare di prestazioni altalenanti, il 6 marzo 2024 viene annunciata ufficialmente l'interruzione del suo accordo col club torinese.

#### Olympique Lione
Il 19 giugno 2024, Montemurro viene ingaggiato come nuovo tecnico dell'Olympique Lione, nella massima serie francese; nell'occasione, diventa il primo allenatore straniero nella storia del club.

#### Nazionale australiana
Il 2 giugno 2025 viene annunciato il suo nuovo incarico come commissario tecnico della nazionale femminile australiana, in sostituzione di Tom Sermanni che aveva allenato le Matildas ad interim per la prima parte dell'anno dopo le dimissioni di Tony Gustavsson.

## Statistiche

### Statistiche da allenatore
Statistiche aggiornate al 3 novembre 2024. In grassetto le competizioni vinte.
| Stagione        | Squadra         | Campionato      | Campionato | Campionato | Campionato | Campionato | Coppe nazionali | Coppe nazionali | Coppe nazionali | Coppe nazionali | Coppe nazionali | Coppe continentali | Coppe continentali | Coppe continentali | Coppe continentali | Coppe continentali | Altre coppe | Altre coppe | Altre coppe | Altre coppe | Altre coppe | Totale | Totale | Totale | Totale | % Vittorie | Piazzamento |
| Stagione        | Squadra         | Comp            | G          | V          | N          | P          | Comp            | G               | V               | N               | P               | Comp               | G                  | V                  | N                  | P                  | Comp        | G           | V           | N           | P           | G      | V      | N      | P      | %          | Piazzamento |
| --------------- | --------------- | --------------- | ---------- | ---------- | ---------- | ---------- | --------------- | --------------- | --------------- | --------------- | --------------- | ------------------ | ------------------ | ------------------ | ------------------ | ------------------ | ----------- | ----------- | ----------- | ----------- | ----------- | ------ | ------ | ------ | ------ | ---------- | ----------- |
| 2017-2018       | Arsenal         | WSL1            | 18         | 11         | 4          | 3          | FA-WC+FA-WLC    | 0               | 0               | 0               | 0               | -                  | -                  | -                  | -                  | -                  | -           | -           | -           | -           | -           | 18     | 11     | 4      | 3      | 61,11      | 3º          |
| 2018-2019       | Arsenal         | WSL             | 20         | 18         | 0          | 2          | FA-WC+FA-WLC    | 0               | 0               | 0               | 0               | -                  | -                  | -                  | -                  | -                  | -           | -           | -           | -           | -           | 20     | 18     | 0      | 2      | 90,00      | 1º          |
| 2019-2020       | Arsenal         | WSL             | 15         | 12         | 0          | 3          | FA-WC+FA-WLC    | 0               | 0               | 0               | 0               | UWCL               | 5                  | 4                  | 0                  | 1                  | -           | -           | -           | -           | -           | 20     | 16     | 0      | 4      | 80,00      | 3º          |
| 2020-2021       | Arsenal         | WSL             | 22         | 15         | 3          | 4          | FA-WC+FA-WLC    | 0               | 0               | 0               | 0               | -                  | -                  | -                  | -                  | -                  | -           | -           | -           | -           | -           | 22     | 15     | 3      | 4      | 68,18      | 3º          |
| Totale Arsenal  | Totale Arsenal  | Totale Arsenal  | 75         | 56         | 7          | 12         |                 | 0               | 0               | 0               | 0               |                    | 5                  | 4                  | 0                  | 1                  |             | 0           | 0           | 0           | 0           | 80     | 60     | 7      | 13     | 75,00      |             |
| 2021-2022       | Juventus        | A               | 22         | 19         | 2          | 1          | CI              | 7               | 6               | 1               | 0               | UWCL               | 12                 | 8                  | 2                  | 2                  | SI          | 2           | 1           | 1           | 0           | 43     | 34     | 6      | 3      | 79,07      | 1º          |
| 2022-2023       | Juventus        | A               | 26         | 16         | 6          | 4          | CI              | 7               | 6               | 1               | 0               | UWCL               | 10                 | 5                  | 4                  | 1                  | SI          | 1           | 0           | 1           | 0           | 44     | 27     | 12     | 5      | 61,36      | 2º          |
| 2023-mar. 2024  | Juventus        | A               | 18         | 14         | 1          | 3          | CI              | 4               | 3               | 0               | 1               | UWCL               | 2                  | 1                  | 1                  | 0                  | SI          | 1           | 1           | 0           | 0           | 25     | 19     | 2      | 4      | 76,00      | Risol.      |
| Totale Juventus | Totale Juventus | Totale Juventus | 66         | 49         | 9          | 8          |                 | 18              | 15              | 2               | 1               |                    | 24                 | 14                 | 7                  | 3                  |             | 4           | 2           | 2           | 0           | 112    | 80     | 20     | 11     | 71,43      |             |
| 2024-2025       | Olympique Lione | PL              | 6          | 5          | 1          | 0          | CF              | -               | -               | -               | -               | UWCL               | 2                  | 2                  | 0                  | 0                  | SF          | -           | -           | -           | -           | 8      | 7      | 1      | 0      | 87,50      |             |
| Totale carriera | Totale carriera | Totale carriera | 141        | 105        | 16         | 20         |                 | 18              | 15              | 2               | 1               |                    | 29                 | 18                 | 7                  | 4                  |             | 4           | 2           | 2           | 0           | 192    | 140    | 27     | 25     | 72,92      |             |

## Palmarès

### Allenatore

#### Club
- Campionato inglese: 1

Arsenal: 2018-2019
- Campionato australiano: 2

Melbourne City: 2015-2016, 2016-2017
- FA Women's League Cup: 1

Arsenal: 2017-2018
- Supercoppa italiana: 2

Juventus: 2021, 2023
- Campionato italiano: 1

Juventus: 2021-2022
- Coppa Italia: 2

Juventus: 2021-2022, 2022-2023
- Campionato francese: 1

Olympique Lione: 2024-2025

#### Individuale
- Panchina d'oro: 1

2021-2022